# Dromiciops bozinovici
Dromiciops bozinovici (in het Spaans Pancho's monito del monte) is een kleine, muisachtige Zuid-Amerikaanse buideldiersoort die voorkomt in een klein gebied in het merengebied in het zuiden van Chili (ruwweg de regio's Araucanía en Bío-Bío) en aangrenzende delen van Argentinië. De soort werd in april 2016 beschreven als aparte soort van de monito del monte (Dromiciops gliroides) op basis van morfologische en moleculaire verschillen.

## Taxonomie
In 2016 werd bij genetisch onderzoek de monito del monte in 3 verschillende soorten gesplitst, Dromiciops gliroides, Dromiciops mondaca en Dromiciops bozinovici. Echter, er was veel kritiek op deze studie waardoor deze splitsing initieel controversieel was. Zo zouden de soorten niet genoeg verschillen in hun morfologie, met name van het cranium. Ook was er kritiek op de methodologie van de studie waarin de soort beschreven werd.
Studies uit 2021 en 2022 toonden aan dat de splitsing van Dromiciops bozinovici als aparte soort van Dromiciops gliroides gerechtvaardigd was, omdat er een sterke genetische divergentie was tussen de twee.
De cytochroom b-genen van het mitochondriaal DNA van Dromiciops bozinovici en de monito del monte verschillen 11,3%. Dromiciops bozinovici omvat de noordelijke Dromiciops-populaties die voorheen werden toegeschreven aan Dromiciops gliroides. De soortbenaming bozinovici eert Francisco "Pancho" Bozinovic, die talloze werken schreef over de Chileense fauna van kleine zoogdieren.

## Uiterlijke kenmerken
Het holotype van Dromiciops bozinovici heeft een totale lengte van 17 cm, waarvan 8,6 cm de staart is. De achterpoot is 17 mm lang, de oren 6 mm. Het dier weegt 10 gram, heeft een bruine rugvacht met een centrale donkerbruine zone die zich uitstrekt van de bovenkant van de kop tot aan de heupen, en een witachtige buik. De haren van het peritoneum hebben een donkergrijze basis. De Dromiciops- soorten verschillen voornamelijk in termen van hun schedelmorfologie. Dromiciops bozinovici heeft een brede, korte snuit, een recht voorhoofd en een afgeplatte schedel. Van opzij gezien lijkt de schedel vlak, van bovenaf gezien zijn de randen van de snuit recht. De bovenste hoektanden zijn kort, de eerste bovenste premolaar is klein.

## Levenswijze
Er is weinig bekend over de levenswijze van Dromiciops bozinovici, aangezien de meeste studies tot nu toe betrekking hadden op de monito del monte. De bossen waarin de soort voorkomt worden vooral gekenmerkt door Nothofagus dombeyi, met een onderbeplanting van de bamboesoort Chusquea culeou, de boldo (Peumus boldus), Aextoxicon punctatum en de laurier Persea lingue. Het ronde tot ovale nest van de dieren is opgebouwd uit bladeren op een hoogte van één tot twee meter boven de grond en lijkt op een vogelnest. Als de omgevingstemperatuur onder de 20 °C zakt, valt Dromiciops bozinovici in torpor, een slapende toestand met een verlaagde lichaamstemperatuur, die 10 uur kan aanhouden. Bij een omgevingstemperatuur van rond de 12,5 °C kan de torpor tot wel 120 uur aanhouden.
De slang Philodryas chamissonis jaagt op de jongen. De volwassen dieren behoren tot de belangrijkste prooidieren van de roodpootbosuil (Strix rufipes). Bovendien worden ze gegeten door de poema.
Het gebied dat wordt bewoond door Dromiciops bozinovici is relatief groot, maar sterk gefragmenteerd door menselijke invloed. Sommige Chileense nationale parken bevinden zich in het verspreidingsgebied, zoals de nationale parken Nahuelbuta en Tolhuaca.
Dromiciops: Dromiciops bozinovici · Monito del monte (D. gliroides): (D. g. gliroides · D. g. mondaca)